# Roodstaartamazilia
De roodstaartamazilia (Amazilia tzacatl) is een vogel uit de familie Trochilidae (kolibries).

## Verspreiding en leefgebied
Deze soort komt voor van centraal Mexico tot Venezuela en westelijk Ecuador en telt vijf ondersoorten:
- A. t. tzacatl: van het oostelijke deel van Centraal-Mexico tot centraal Panama.
- A. t. handleyi: Isla Escudo de Veraguas (nabij noordwestelijk Panama).
- A. t. fuscicaudata: noordelijk Colombia en westelijk Venezuela.
- A. t. brehmi: Nariño (zuidwestelijk Colombia).
- A. t. jucunda: westelijk Colombia en westelijk Ecuador.

## Status
De grootte van de populatie is in 2019 geschat op 5-50 miljoen volwassen vogels. Op de Rode lijst van de IUCN heeft deze soort de status niet bedreigd.  